# Воллбург (Північна Кароліна)
Воллбург (англ. Wallburg) — місто (англ. town) в США, в окрузі Девідсон штату Північна Кароліна. Населення — 3051 особа (2020).

## Географія
Воллбург розташований за координатами 36°0′47″ пн. ш. 80°10′1″ зх. д. / 36.01306° пн. ш. 80.16694° зх. д. (36.013111, -80.166928).  За даними Бюро перепису населення США в 2010 році місто мало площу 14,44 км², уся площа — суходіл.

### Клімат
| Клімат : Воллбург            | Клімат : Воллбург | Клімат : Воллбург | Клімат : Воллбург | Клімат : Воллбург | Клімат : Воллбург | Клімат : Воллбург | Клімат : Воллбург | Клімат : Воллбург | Клімат : Воллбург | Клімат : Воллбург | Клімат : Воллбург | Клімат : Воллбург | Клімат : Воллбург |
| Показник                     | Січ.              | Лют.              | Бер.              | Квіт.             | Трав.             | Черв.             | Лип.              | Серп.             | Вер.              | Жовт.             | Лист.             | Груд.             | Рік               |
| Абсолютний максимум, °C      | 33,9              | 29,4              | 31,1              | 34,4              | 36,1              | 40,0              | 41,1              | 40,0              | 36,7              | 34,4              | 31,7              | 26,7              | 41,1              |
| Середній максимум, °C        | 10,6              | 13,3              | 17,8              | 23,3              | 26,7              | 30,6              | 32,2              | 31,1              | 27,8              | 22,8              | 17,2              | 11,7              | 22,1              |
| Середня температура, °C      | 5,0               | 7,2               | 11,1              | 16,1              | 20,0              | 24,4              | 26,1              | 25,6              | 22,2              | 16,1              | 11,1              | 6,1               | 16,0              |
| Середній мінімум, °C         | −1,1              | 0,6               | 3,9               | 8,9               | 13,3              | 18,3              | 20,0              | 20,0              | 16,1              | 9,4               | 5,0               | 0,6               | 9,6               |
| Абсолютний мінімум, °C       | −21,7             | −17,2             | −13,9             | −5,6              | 0,6               | 3,9               | 8,3               | 5,0               | 1,7               | −7,2              | −12,2             | −17,8             | −21,7             |
| Норма опадів, мм             | 94                | 97                | 105               | 99                | 88                | 103               | 115               | 113               | 103               | 85                | 87                | 87                | 1176              |
| ---------------------------- | ----------------- | ----------------- | ----------------- | ----------------- | ----------------- | ----------------- | ----------------- | ----------------- | ----------------- | ----------------- | ----------------- | ----------------- | ----------------- |
| Джерело: The Weather Channel |                   |                   |                   |                   |                   |                   |                   |                   |                   |                   |                   |                   |                   |

## Демографія
Згідно з переписом 2010 року, у місті мешкало 3047 осіб у 1145 домогосподарствах у складі 917 родин. Густота населення становила 211 осіб/км².  Було 1217 помешкань (84/км²).
Расовий склад населення:
| - 94,9 % — білих - 0,9 % — чорних або афроамериканців - 0,8 % — азіатів - 0,5 % — корінних американців - 1,8 % — осіб інших рас |

До двох чи більше рас належало 1,1 %. Частка іспаномовних становила 3,1 % від усіх жителів.
За віковим діапазоном населення розподілялося таким чином: 24,6 % — особи молодші 18 років, 62,0 % — особи у віці 18—64 років, 13,4 % — особи у віці 65 років та старші. Медіана віку мешканця становила 41,5 року. На 100 осіб жіночої статі у місті припадало 100,5 чоловіків;  на 100 жінок у віці від 18 років та старших — 99,8 чоловіків також старших 18 років.
Середній дохід на одне домашнє господарство  становив 77 876 доларів США (медіана — 62 628), а середній дохід на одну сім'ю — 92 432 долари (медіана — 73 063). Медіана доходів становила 48 631 долар для чоловіків та 36 607 доларів для жінок. За межею бідності перебувало 7,4 % осіб, у тому числі 11,1 % дітей у віці до 18 років та 9,5 % осіб у віці 65 років та старших.
Цивільне працевлаштоване населення становило 1552 особи. Основні галузі зайнятості: виробництво — 25,1 %, освіта, охорона здоров'я та соціальна допомога — 21,1 %, роздрібна торгівля — 11,9 %, транспорт — 7,7 %.